# Trichorhina anophthalma
Trichorhina anophthalma là một loài chân đều trong họ Platyarthridae. Loài này được Arcangeli miêu tả khoa học năm 1936.